# Sjargej Šupa
Sjargej Šupa (2. oktobar 1961) je beloruski filolog, prevodilac, novinar i javna ličnost.

## Biografija
Diplomirao je Minski državni institut za strane jezike (danas Minski državni lingvistički univerzitet) (1983) . Postdiplomske studije je nastavio u Lingvističkom Institutu Beloruske Akademije nauka (1985-1987). Radio je kao urednik izdavačke kuće "Mastackaja litaratura" (srp. Umetnička književnost) (1987-1991).
Godine 1991. se preseljava u Viljnus i priključuje se redakciju novina "Naša Niva", obnovljenih beloruskuh novina   gde je radio kao urednik i prevodilac . Godine 1995. upisuje doktorske studije na Vilnjuskom univerzitetu sa projektom disertacije Tekstologija biblijskih prevoda Františka Skorine . Od 1995 godine je saradnik beloruskog servisa" Radio Slobodna Evropa (Prag)  . U periodu 1999—2001 godinama bio je urednik radija "Baltički talasi.

## Delatnost
Bio je jedan od najaktivnijih učesnika nacionalno-demokratskog pokreta osamdesetih godina u sovetskoj Belorusiji. Zajedno sa  filologom Ljavonom Barščeuskim pokrenuli su 1986. godine neformalni savez beloruskih prevodilaca Vavilon, čiji je Šupa bio prvi predsednik do 1991 godine. Učestvao je u omladinskom književnom  društvu  Ovdašni (bel. "Тутэйшыя", aluzija na nekadašnji termin, koji su koristili stanovnici Belorusije za svoju samoidentifikaciju u carskoj Rusiji), čiji su članovi bili pisac Adam Globus i pesnik Anatolj Sis.
Tečno govori engleski, litvanski, portugalski, poljski, francuski, hrvatski i češki jezik, služi se nemačkim, estonskim i hebrejskim jezicima, kao i starogrčkim, starohebrejskim i latinskim.
Poznat je u Belorusiji kao prevodilac nekih od delova Prospera Merimea , Gi de Mopasana, Edgara Alana Poa, Horhea Luisa Borhesa, Etgara Kereta, Milorada Pavića, Milenka Jergovića, Džejmsa Džojsa, Džordža Orvela.
Bavi se problematikom i metodologijom prevoda biblijskih tekstova na beloruski jezik, preveo je Knjigu proroka Jone..
Urednik je i izdavač zbirke dokumenta " Arhivi Beloruske narodne republike (1998). Autor je knjige Putovanje u BNR.
Bavi se takođe uređivanjem tekstova beloruskog pisca Aljherda Bahareviča.

## Literatura
- Бабілён // Дэмакратычная апазыцыя Беларусі: 1956—1991. Пэрсанажы і кантэкст. — Мн.: Архіў Найноўшае Гісторыі, 1999. —  985-6374-08-1
- Сяргей Шупа. Сапраўдны пераклад — гэта пераклад прозы // ПрайдзіСвет: часопіс перакладной літаратуры [Электронны рэсурс] — Мн., 20.11.2009 — Дата доступу 25.10.2015
- Тутэйшыя // Дэмакратычная апазыцыя Беларусі: 1956—1991. Пэрсанажы і кантэкст. — Мн.: Архіў Найноўшае Гісторыі, 1999. —  985-6374-08-1